# كرايغ جاي
كرايغ جاي (بالإنجليزية: Craig Jay) هو لاعب كرة قدم أمريكية أمريكي، ولد في 5 فبراير 1963 في ميامي في الولايات المتحدة.

## وصلات خارجية
- كرايغ جاي على موقع مرجع كرة القدم المحترفة.كوم (الإنجليزية)